# ممالیک برجی

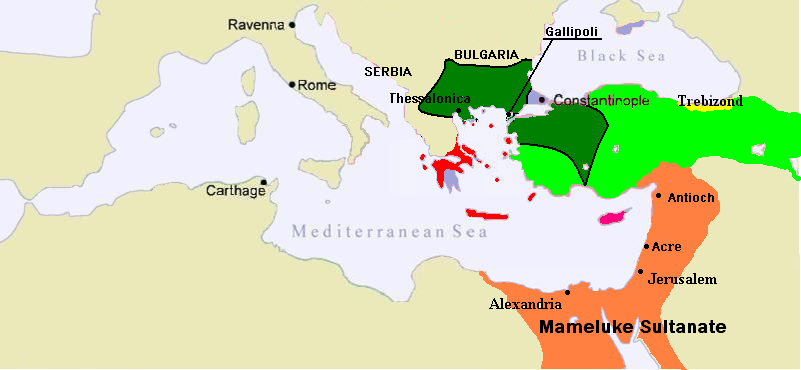
نقشه سلطانات ممالیک (نارنجی)، تحت حکومت سلسله بُرجی در سال ۱۳۸۹.

ممالیک بُرجی (عربی: المماليك البرجية) دودمانی چرکس‌تبار بودند که از سال ۷۸۴ تا ۹۲۳ ه. ق. معادل ۱۳۸۲ تا ۱۵۱۷ میلادی بر مصر و شام حکومت داشتند. اولین آنان ظاهر سیف‌الدین برقوق و آخرینشان طومان بای دوم بود که در سال ۹۲۳ به دست سلاطین عثمانی گرفتار شد.
در مدت فرمانروایی مملوک‌های برجی ۲۳ سلطان سلطنت کردند. در این دوره، توجه زیادی به عمران و آبادانی و ساختن کاخ‌ها و مساجد و مدارس و مراکز علمی شد، و البته در این دوره ظلم و ستم بر رعیت زیاد شده و مالیات‌های سنگینی از آن‌ها گرفته می‌شد و تجارت نیز از رونق افتاد.
ممالیک برجی علاوه بر بی‌کفایتی‌های سیاسی‌شان، از لحاظ فرهنگی هم موفقیت خاصی نداشتند. تنها نکته قابل ذکر از لحاظ فرهنگی-تمدنی، چندین نمونه از معماری است که از دوران آن‌ها بر جای مانده‌است. البته بسیاری از علما و مورخان مشهور این مصر در دوران ممالیک در عصر ممالیک برجی ظهور کرده‌اند.

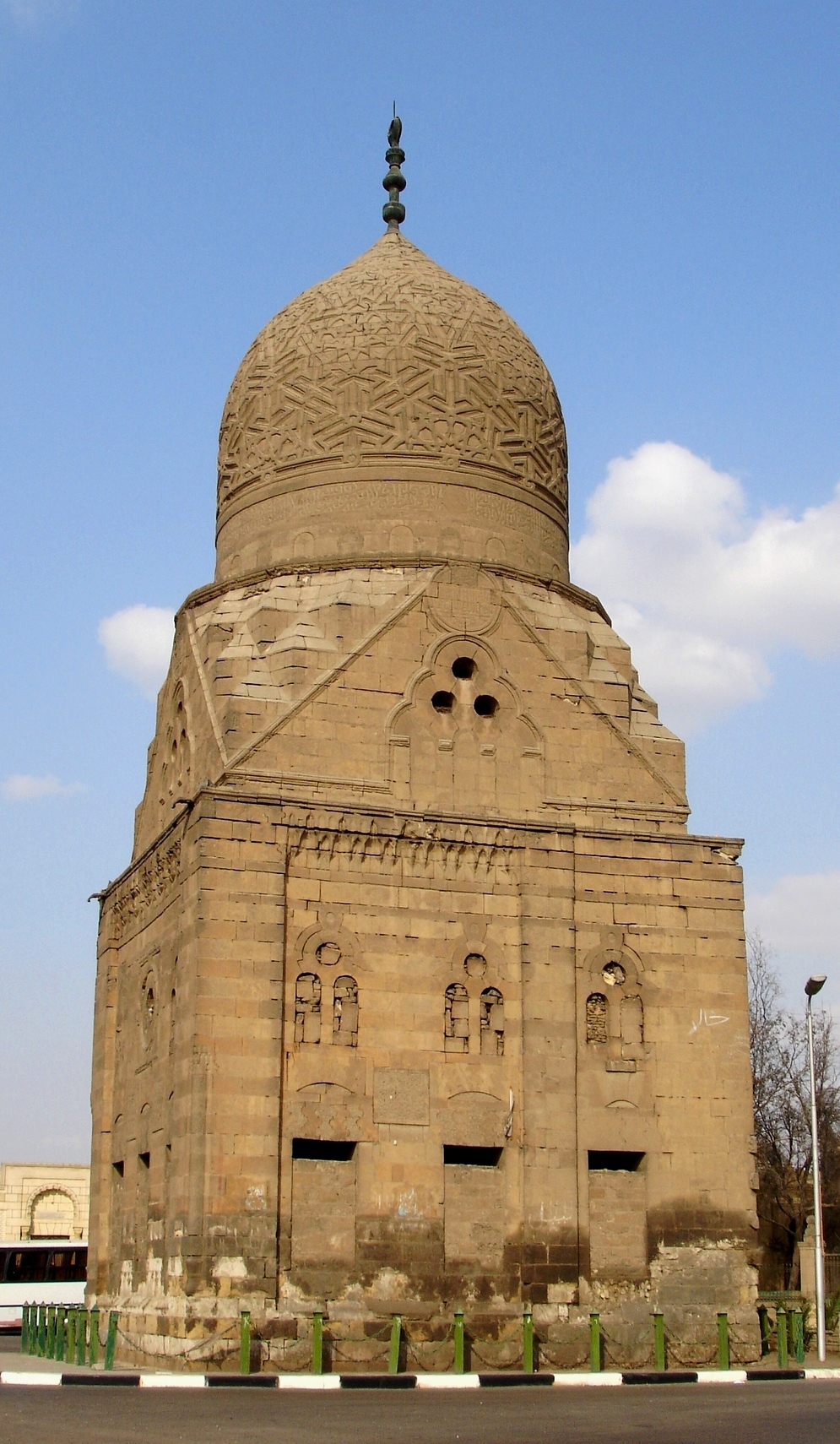
قبر الظاھر قانصوه، سلطان ممالیک برجی، قاهره